# Fionn Griffiths
Fionn Griffiths (ur. 27 sierpnia 1982 w Shrewsbury) – brytyjska kolarka górska, dwukrotna medalistka mistrzostw świata i Europy.

## Kariera
Pierwszy sukces w karierze Fionn Griffiths osiągnęła w 2001 roku, kiedy zdobyła srebrny medal w downhillu podczas mistrzostw świata w Vail. W zawodach tych wyprzedziła ją jedynie Francuzka Anne-Caroline Chausson, a trzecie miejsce zajęła Amerykanka Leigh Donovan. W tym samym roku zdobyła srebrne medale w downhillu i dualu podczas mistrzostw Europy w St. Wendel. Na rozgrywanych rok później mistrzostwach świata w Kaprun ponownie była druga za Chausson. Ponadto w sezonie 2003 Pucharu Świata w kolarstwie górskim zajęła drugie miejsce w klasyfikacji downhillu. W klasyfikacji tej najlepsza była Sabrina Jonnier z Francji, a trzecie miejsce przypadło rodaczce Griffiths - Tracy Moseley. Nigdy nie wystąpiła na igrzyskach olimpijskich.